# 西山希
西山 希（にしやま のぞみ、1991年5月1日 - ）は、日本のAV女優。FUNIT!エンターテイメント所属。

## 略歴
- 2010年7月にイメージビデオ「スプラッシュMANGO!」でデビュー。
- 2010年9月に「新人!kawaii*専属デビュ→18歳の裸とセックchu」でkawaii*よりAVデビュー。

## 人物
- デビューのきっかけは好奇心があって自ら応募した。
- 性格は明るく、人見知りする。
- 前にしていた仕事はカラオケやバーの店員
- Mである。
- 初体験は16歳の時にそのとき付き合っていた彼氏と車の中で。[1]
- 趣味はネイルである。

## 作品

### イメージビデオ
- スプラッシュMANGO! （2010年7月25日、コンセント）
- 美女秘湯めぐり 吉奈温泉編（2011年8月30日、オルスタックピクチャーズ）

### アダルトビデオ
- 新人!kawaii*専属デビュ→18歳の裸とセックchu （2010年9月25日 kawaii*）
- オジサンとセックchuライフ♪ （2010年10月25日 kawaii*）
- 学校でセックchu （2010年11月25日 kawaii*）
- ノ～パン家政婦 西山希があなたのお部屋を掃除します。（2010年12月3日 GLAY'z）
- 野外でセックchu （2010年12月25日 kawaii*）
- ブルセラ援交4 （2011年1月6日 GLAY'z）
- かわいい女子校生レイプ 生中出し 4時間 （2011年2月4日 GLAY'z）
- 俺のいもうと、のぞみ。（2011年2月16日 マキシング）
- 女子キャンナウ13（2011年2月23日 プレステージ）
- 「最高に気持ちいぃ～」フェラチオ。 4時間SP （2011年3月2日 GLAY'z）
- 憧れの新入女子社員 THE SPECIAL （2011年3月11日 KMP）
- 美少女録画 （2011年3月16日 マキシング）
- 就職活動 THE SPECIAL （2011年4月8日 KMP）
- 育成日記 妹の美乳 13 （2011年4月15日 ケー・トライブ）
- 現役ミスキャンパス通信 03（2011年4月20日 プレステージ）
- イケ撮り4PIECE!!! 005（2011年4月20日 プレステージ）
- OLギンギン物語 ～美人庶務課のエッチな社内業務～（2011年5月13日、バズーカ）
- KMPプロジェクトスペシャル企画! レアルガールズvsバズーカガールズ 本当にエロイのはどっちだ!?レアル編／バズーカ編（2011年6月10日、KMP、バズーカ）
- 痴漢バス 軽音部!（2011年6月24日、TMA）
- 僕だけの美人家庭教師 2Hな先生5人のカラダを使った学力向上計画 4時間（2011年7月8日、バズーカ）
- いもうとLOVE 25（2011年7月15日、ケー・トライブ）
- girlfriend（2011年8月25日、kawaii*）
- 巫女中出し強姦（2011年9月9日、TMA）
- コスプレ女、宅配します。（2011年10月15日、STAR PARADISE）

### 海外作品
- KIRARI 11 : 西山希（2012年2月2日、ムゲンエンターテインメント）
- キャットウォーク ポイズン 62 : 西山希（2012年3月22日、キャットウォーク）

### オリジナルビデオ
- 猛毒Y談 海女テラス大神（2011年11月2日、アルバトロス）- アケミ役
- 時をかける童貞（2011年11月2日レンタル、シネマファスト）